# 彼得斯多夫 (梅克伦堡-前波美拉尼亚州)
彼得斯多夫是德国梅克伦堡-前波莫瑞州的一个市镇。总面积7.79平方公里，总人口169人，其中男性88人，女性81人（2011年12月31日），人口密度22人/平方公里。